# Bromus laevipes
Bromus laevipes är en gräsart som beskrevs av Cornelius Lott Shear. Bromus laevipes ingår i släktet lostor, och familjen gräs. Inga underarter finns listade i Catalogue of Life.

## Bildgalleri

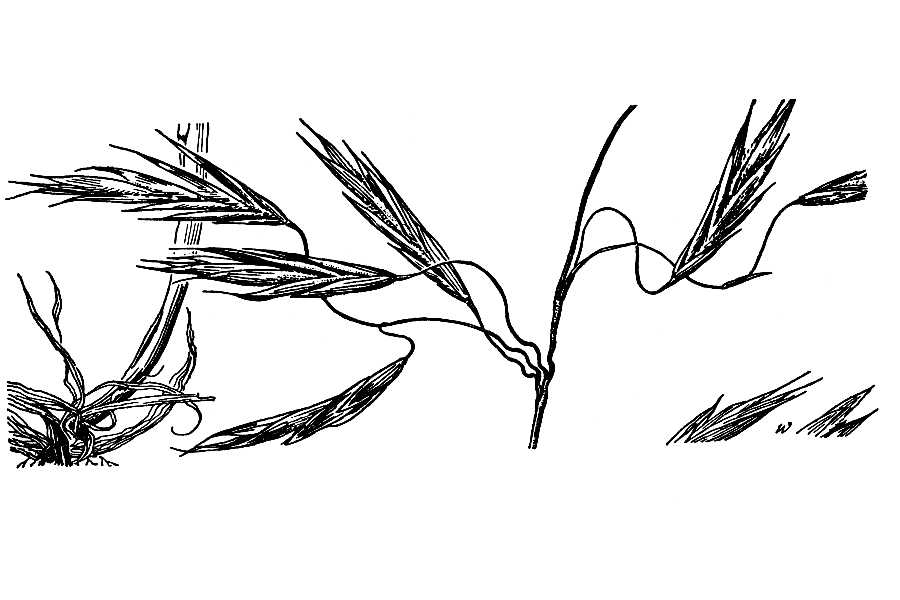